# جورج وايتسايدز
جورج توماس وايتسايدز (بالإنجليزية: George Thomas Whitesides)‏ هو مستشار ورئيس تنفيذي لشركة فيرجن غالاكتيك، وهي شركة تطوير مركبات فضائية، شغل منصب كبير مسؤولي الفضاء (CSO).

## حياته
التحق جورج بجامعة برينستون، وخدم لمدة أربع سنوات في مجلس أمناء الجامعة بعد التخرج، ودرس ايضاً في كلية وودرو ويلسون للعلاقات العامة والدولية، حصل على ماجستير في نظم المعلومات الجغرافية والاستشعار عن بعد من كلية الملك في كامبريدج، حصل على منحة فولبرايت في تونس، شغل منصب المدير التنفيذي لجمعية الفضاء الوطنية من 2004 إلى 2008. وهو منشئ مشارك في ليلة يوري. وعمل مستشار أول لشركة فيرجن غالاكتيك لمالكها السير ريتشارد برانسون للسياحة الفضائية.